# 막스 브로트

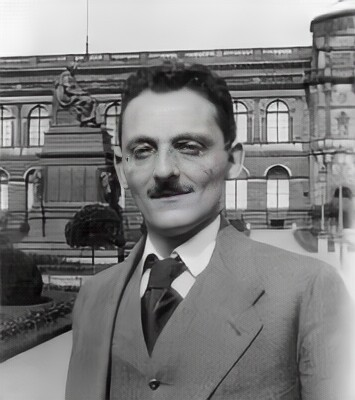
1914년 모습

막스 브로트(Max Brod, 1884년 5월 27일 ~ 1968년 12월 20일)는 보헤미안 태생의 이스라엘 작가, 작곡가, 언론인이었다.
그는 그 자체로 다작의 작가였지만 작가 프란츠 카프카의 친구이자 전기 작가로 가장 잘 기억된다. 카프카는 브로트를 그의 문학 집행자로 지명하고 브로트에게 그의 미출판 작품을 그가 죽으면 불태워 버리라고 지시했다. 브로트는 이를 거부하고 대신 카프카의 작품을 출판했다.
1939년 나치가 프라하를 점령했을 때 그는 카프카의 논문이 담긴 여행 가방을 가지고 팔레스타인 위임통치령으로 이주했는데, 그 중 상당수는 미출판 메모, 일기, 스케치였다.